# رندالف (مین)
رندالف(به انگلیسی: Randolph) شهری در ایالت مین کشور ایالات متحده آمریکا است که جمعیت آن در سرشماری سال ۲۰۱۰ میلادی، ۱٬۷۷۲ نفر بوده‌است.